# Головня, Генрих Вячеславович
Ге́нрих Вячесла́вович Головня (1913 — неизвестно) — советский футболист, нападающий.
В 1937 играл за «Большевик». В 1938—1939 — за ленинградский «Зенит». В чемпионате СССР 1938 провёл более 20 матчей, забил 6 мячей, в 1939 году в 13 матчах забил три гола.